# Karolina Graczyk
Karolina Graczyk (ur. 27 października 1986) – polska bokserka, medalistka mistrzostw świata (2010) w kategorii do 60 kg, czterokrotna medalistka mistrzostw Unii Europejskiej (2007, 2008, 2010, 2011).

## Mistrzostwa Polski i Turniej im. Feliksa Stamma
Karolina Graczyk łącznie sześciokrotnie zdobywała mistrzostwo Polski. W roku 2008 i 2009 zdobywała te tytuły w kategorii piórkowej, a w 2010, 2011, 2012 oraz 2013 w kategorii lekkiej.
Dwukrotnie triumfowała w turnieju im. Feliksa Stamma. Turniej wygrywała w roku 2010 i 2011 w kategorii lekkiej, pokonując w finałowych pojedynkach Aleksandrę Paczkę (2010) oraz Sandrę Kruk (2011).

## Medale na scenie międzynarodowej
Największy międzynarodowy sukces odniosła na Mistrzostwach Świata 2010 w Bridgetown. Polka zdobyła brązowy medal mistrzostw, odpadając dopiero w półfinale po przegranym pojedynku z reprezentantką Chin Dong Cheng.
Dwukrotnie zdobywała wicemistrzostwo Unii Europejskiej w kategorii piórkowej 2007, 2008 oraz w kategorii lekkiej 2011.